# Arțar tătăresc
Arțarul tătăresc (Acer tataricum, numit și gladiș sau glădici) este un arbore scund, ce face parte din familia aceraceelor, înalt până la 10 metri, cu scoarța netedă, de culoare cenușie întunecată. Trunchiul are un diametru de aproximativ 30 cm, cu o scoarță cenușie-brună. Frunzele sunt late, ovale nelobate, dințate neregulat pe margini, cu o lungime de 7 – 12 cm. Fructele acestui arțar, câte două pe o codiță lungă, sunt, înainte de maturitate roșii purpurii, mai târziu brune.
Planta este răspândit în estul Europei, Caucaz și vestul Asiei. În România, crește mai ales în regiunea de câmpie. Adeseori este cultivat în plantații forestiere de protecție, în perdele forestiere și în parcuri.

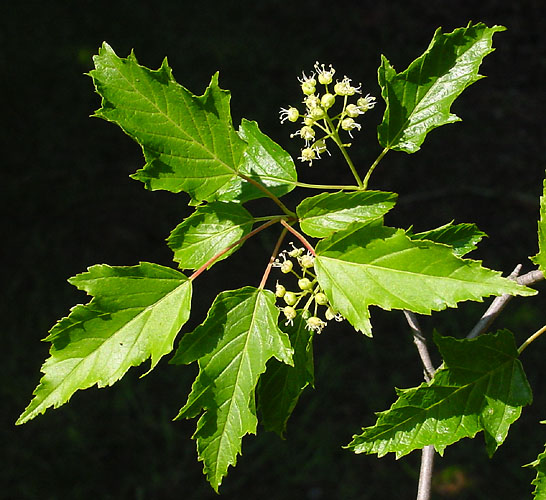
Inflorescență și frunze de Acer tataricum subsp. ginnala

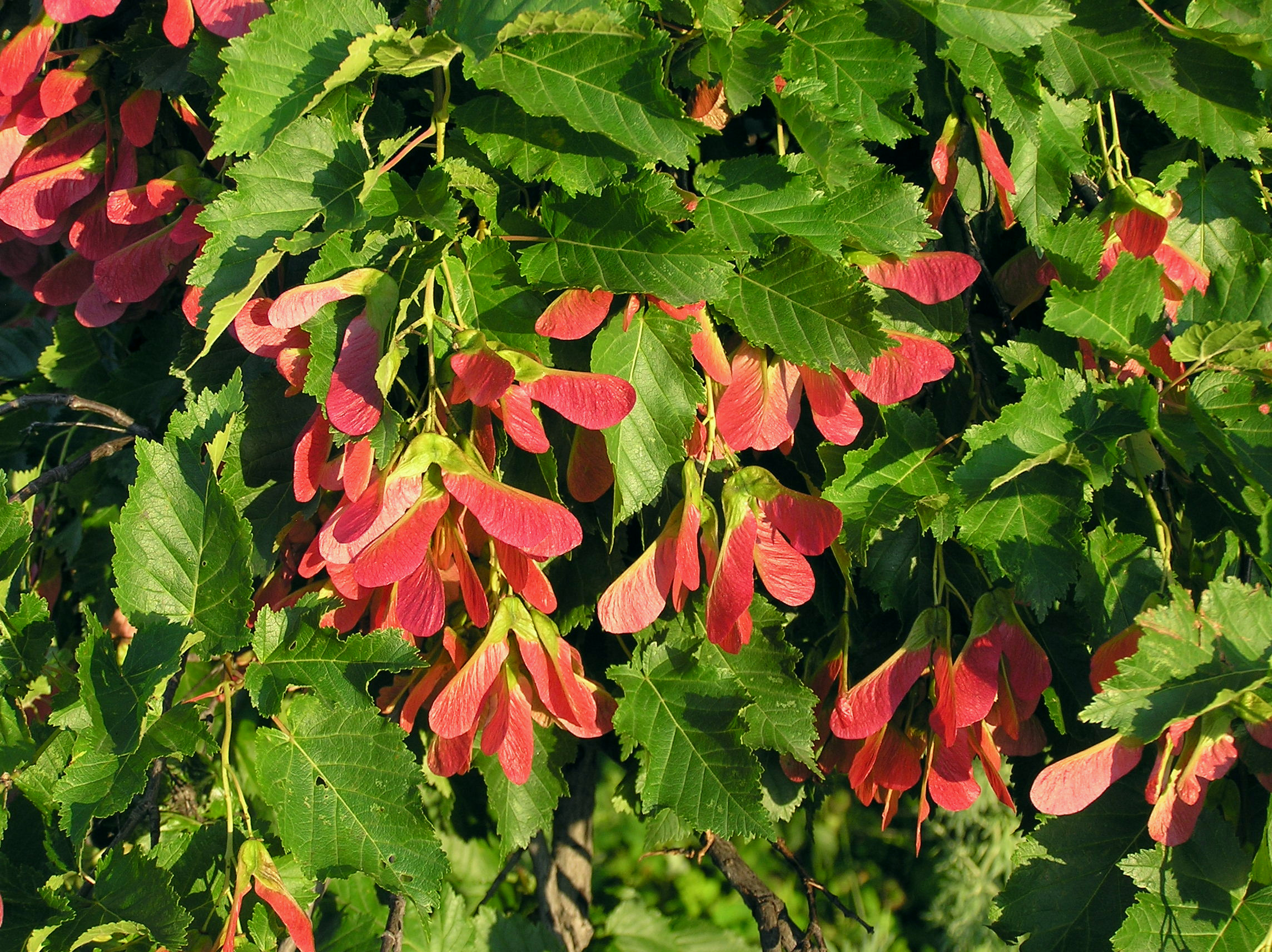
Semințe de Acer tataricum

## Utilizări economice
Arțarul tătăresc este un arbore melifer.
În România, planta înflorește între 1 și 31 mai, după înfrunzire. Această specie segregă o miere de calitate superioară, însă produce mai slab, întrucât de obicei nu prea este cercetată de albine, atunci când în raza de zbor a albinelor există alte flori mai bune producătoare de nectar. În condițiile României, pare a fi cea mai meliferă dintre toate speciile de arțari, cu o producție maximă de 1000 kg miere la ha.